# Caleb Muntz
Pour les articles homonymes, voir Muntz.
Pas d'image ? Cliquez ici

a Compétitions nationales et continentales officielles uniquement.

b Matchs officiels uniquement.
Dernière mise à jour le 14 février 2025.
Caleb Muntz, né le 30 octobre 1999 à Huntly (Nouvelle-Zélande), est un joueur international fidjien de rugby à XV jouant principalement au poste de demi d'ouverture avec les Fijian Drua en Super Rugby.

## Biographie

### Jeunesse et formation (jusqu'en 2019)
Caleb Muntz est né à Huntly, dans la région de Waikato en Nouvelle-Zélande, et grandit dans la ville voisine de Hamilton. Il est d'ascendance fidjienne du côté paternel, avec son grand-père originaire de Savusavu,. Il est également d'origine maorie par sa mère.
Il commence à jouer au rugby à XV à l'âge de quatre ans à Hamilton. Il représente ensuite l'équipe de son lycée du Hamilton Boys' High School (en) entre 2016 et 2017, où il côtoie notamment les futurs All Blacks Quinn Tupaea et Emoni Narawa,. Il joue à ce moment-là principalement au poste d'arrière. Avec l'équipe de son établissement, il remporte en 2017 le Super 8 (titre partagé après un match nul en finale) et le Condor Sevens,,.
Parallèlement aux championnats lycéens, il participe en 2017 à un tournoi international scolaire de rugby à sept, qu'il dispute avec une sélection de joueurs fidjiens basés en Nouvelle-Zélande. À l'occasion de ce tournoi, il est repéré par Koli Sewabu, alors entraîneur de la sélection fidjienne des moins de 20 ans, qui lui propose de rejoindre son effectif, ce qu'il accepte.
En 2018, il représente donc l'équipe des Fidji des moins de 20 ans lors du championnat d'Océanie, puis lors du Trophée mondial 2018,. C'est avec cette équipe qu'il est repositionné du poste d'arrière à celui de demi d'ouverture. Lors du trophée mondial, il participe à la victoire de son équipe en disputant quatre matchs, dont trois titularisations,.
L'année suivante, il dispute le Pacific Challenge avec les Fiji Warriors (sélection fidjienne bis). Auteur de bonnes performances lors de la compétition malgré son jeune âge, il est alors considéré comme un grand espoir national à son poste,. Son équipe remporte le tournoi, après avoir gagné largement chacun de ses matchs.
Plus tard en 2019, il dispute le Championnat du monde junior en Argentine, que son équipe termine à la dernière place,.

### Début de carrière aux Fijian Drua puis passage à vide (2019-2021)
Caleb Muntz rejoint en août 2019 l'équipe des Fijian Drua, qui évoluent alors dans le championnat australien National Rugby Championship (NRC),. Il joue sa première rencontre professionnelle le 31 août 2019 face à Brisbane City. Il joue un total de six matchs lors de la compétition, dont quatre titularisations. Au terme de la saison, il est considéré comme l'une des révélations de son équipe.
Il est sélectionné pour la première fois avec l'équipe des Fidji en novembre 2019, et dispute une rencontre non-officielle face aux Barbarians britanniques à Londres,.
Au début de l'année 2020, il rejoint la franchise des Fijian Latui (en) en Global Rapid Rugby. Il ne joue cependant qu'une seule rencontre avant que la saison ne soit interrompue à cause de la pandémie de Covid-19.
L'annulation du Global Rapid Rugby, ainsi que du NRC qui suit font qu'il reste sans club pendant le restant de l'année 2020, ainsi que l'intégralité de 2021.

### Retour aux Drua et débuts internationaux (depuis 2022)
En janvier 2022, il est annoncé que Caleb Muntz fait son retour chez les Fijian Drua, qui sont entre-temps devenus une franchise de Super Rugby, pour la saison 2022,. Il joue son premier match à ce niveau le 18 février 2022 contre les Waratahs. Lors de la saison, il joue huit matchs, dont seulement quatre titularisations à l'ouverture (et deux autres au centre). Il subit en effet la concurrence de Teti Tela, qui est parvenu à s'imposer comme le titulaire du poste d'ouvreur,.
Lors de la saison 2023, il commence la saison dans l'ombre de Tela, avant de parvenir par une bonne performance face aux Moana Pasifika à s'imposer dans le XV de départ. Il se blesse néanmoins au pouce lors de sa première titularisation de la saison, ce qui l'éloigne des terrains pendant deux mois. À son retour, il retrouve rapidement le poste de numéro 10, décalant ainsi Tela au centre,. Il est ainsi titulaire à l'ouverture lors du premier quart de finale de Super Rugby de l'histoire de son équipe, qui se conclut par une large défaite (49 à 8) face aux Crusaders, futurs champions.
Après cette saison réussie avec les Drua, il est sélectionné pour la première fois en équipe des Fidji, dans le cadre de la préparation à la Coupe du monde 2023 en France. Il obtient sa première sélection le 22 juillet 2023 contre l'équipe des Tonga à Lautoka. Titularisé d'entrée de jeu, après avoir été préféré à son coéquipier Teti Tela et à l'expérimenté Ben Volavola, il est l'auteur d'une bonne performance dans le cadre de la victoire de son équipe,. Le 8 août 2023, il est nommé dans le groupe définitif de 33 joueurs sélectionnés par Simon Raiwalui pour participer à la Coupe du monde en France. Il devance ainsi une nouvelle fois, malgré son inexpérience, Ben Volavola qui était le titulaire du poste depuis 2015,. Quelques jours avant le début de la Coupe du monde, il se blesse à un genou lors d'un entraînement, ce qui le contraint à renoncer à participer à la compétition.

## Palmarès
- Vainqueur du Trophée mondial des moins de 20 ans en 2018 avec les Fidji
- Vainqueur du Pacific Challenge en 2019 avec les Fiji Warriors.

## Statistiques
- 2 sélections avec les Fidji depuis 2023.
- 22 points (4 pénalités, 5 transformations).